# Irina Iegorova
Irina Iegorova (en russe Ирина Егорова), née le 8 avril 1940 à Ivanovo, est une patineuse de vitesse soviétique.

## Biographie
Aux Jeux olympiques d'hiver de 1964 à Innsbruck en Autriche, Irina Iegorova remporte les médailles d'argent du 500 et du 1 000 mètres derrière sa compatriote Lidia Skoblikova. Ses meilleurs résultats aux championnats du monde toutes épreuves sont deux quatrièmes places en 1963 et en 1966. Elle est également championne soviétique en 1963. Lors de sa dernière compétition internationale, les Jeux olympiques d'hiver de 1968, elle est notamment cinquième sur 1 000 mètres,.

## Records personnels
| Distance     | Temps        | Année |
| ------------ | ------------ | ----- |
| 500 mètres   | 44 s 9       | 1970  |
| 1 000 mètres | 1 min 32 s 3 | 1970  |
| 1 500 mètres | 2 min 24 s 2 | 1970  |
| 3 000 mètres | 5 min 3 s 7  | 1970  |